# Созановы
Соза́новы (осет. Созанатæ) — осетинский род из высшего сословия Куртатинского общества Северной Осетии (осет. уаздан мыггаг).

## Происхождение
Созановы являются потомками Оласыха, одного из трех сыновей Курта, родоначальника Куртатинской аристократии, который, в свою очередь, являлся потомком Сидамона, сына аланского царя Ос-Багатара.
В письме архимандрита Пахомия поручику Андрею Бибирюлеву говорится о прибытии 26 января 1748 г. из Куртатинского и Цимитинского обществ старшин в количестве 6 человек, происходящих из знатных фамилий, для принятия крещения. 31 марта 1748 г. прибывшие старшины подали прошение императрице от имени Куртатинского и Цимитинского обществ с просьбой принятия их в российское подданство. Один из указанных старшин, Маза, являлся старшим сыном Созана, родоначальника фамилии. А спустя четверть века астраханскому губернатору П. Н. Кречетникову было поручено провести переговоры по вопросу присоединения Северной Осетии к России, на которые были приглашены наиболее влиятельные лица Северной Осетии, в число которых вошел младший сын Созана — Нафи.
Братья Маза и Нафи дали начало двум ветвям, которые объединяют всех носителей данной фамилии.
В деле комиссии для разбора сословных прав горцев Кубанской и Терской областей 1859 года Созановы названы в числе признанных достойными куртатинских узденей или старшин.
Высокий социальный статус фамилии подтверждается также взаимными браками с представителями «сильных» фамилий Куртатинского и Цимитинского обществ и алдарских фамилий Тагаурского общества.
В Куртатинском ущелье есть большой по меркам горной Осетии участок, который по сей день называется «Созаны фæз» (равнина Созана).
К началу XX века Созановы владели пахотной и сенокосной землей общей площадью 50 десятин в Куртатинском ущелье, родовой землей Созаны фæз («поляна Созана») с фруктовыми садами и участком для проведения конных скачек, фамильной боевой башней в Фардыгдоне, мельницей в Даллагкау, магазином и водяной мельницей в Дарг-Кохе, ювелирной мастерской в Кадгароне и гостиницей на Александровском проспекте г. Владикавказа, а также несколькими особняками в центральной части Владикавказа, в районе улицы Церетели.

## Генетическая генеалогия
| FTDNA   | Инициалы          | Гаплогруппа                     |
| ------- | ----------------- | ------------------------------- |
| 445311  | Созанов Владимир  | G2a1a1a1a1a1a1a1a2a~ (G-FGC705) |
| IN83088 | Sozanov Vladislav | G2a1a1a1a1a1a1a1a2a1a~ (G-A201) |

## Известные представители
- Созанов Гадако Увизикоевич — депутат Верховного Совета СОАССР;
- Валерий Гаврилович Созанов (1953) — профессор, доктор технических наук, министр Образования и науки РСО-Алания, ректор Северо-Осетинского государственного университета, депутат парламента РСО-Алания;
- Созанов Цара Угалыкович — генерал-майор, директор Северо-Осетинского государственного опытного охотничьего хозяйства;
- Созанов Эльбрус Угалыкович — заместитель министра внутренних дел РСО-Алания;
- Созанов Зелимхан Павлович — начальник межрайонного отдела налоговой полиции г. Беслан, полковник налоговой полиции;
- Созанов Магомет Ильясович — первый секретарь Северо-Осетинского обкома ВЛКСМ, заведующий отделом Северо-Осетинского обкома ВКП(б);
- Созанов Темирболат Увизикоевич — председатель колхоза «Красный горец» в сел. Дзуарикау;
- Созанов Таймураз Борисович — врач высшей категории, заведующий отделением урологии СКММЦ Минздрава России;
- Созанов Юрий Солтанбекович — прокурор Правобережного района РСО-Алания;
- Созанов Таймураз Зантемирович — заместитель начальника таможни РСО-Алания;
- Созанов Сослан Цараевич — прокурор отдела за соблюдением федерального законодательства Прокуратуры РСО-Алания;
- Созанова Тамара Сосланбековна — заслуженный врач СОАССР, заместитель главного врача центральной поликлиники г. Владикавказ.

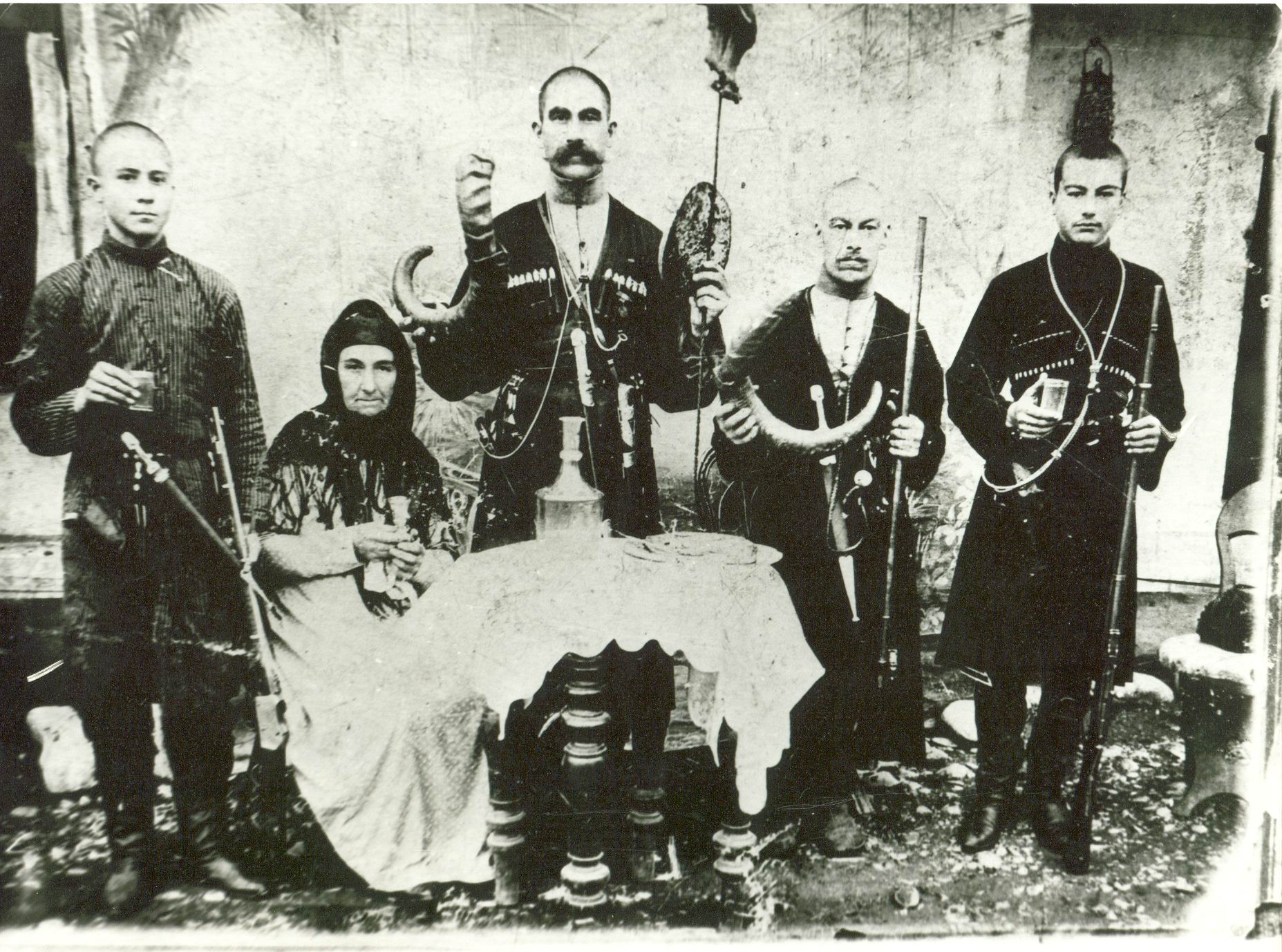
Братья Елбыздыко, Гадагко, Темирболат и Угалык Созановы со своей матерью. Начало XX в., с. Даллагкау